# جوزيف برينت
جوزيف برينت (بالإنجليزية: Joseph Brent)‏ هو عازف كمان وملحن أمريكي، ولد في 6 أبريل 1976 في كوينز في الولايات المتحدة.